# Chordeuma proximum
Chordeuma proximum är en mångfotingart som beskrevs av Ribaut 1913. Chordeuma proximum ingår i släktet Chordeuma och familjen spinndubbelfotingar. Inga underarter finns listade i Catalogue of Life.